# Lijst van premiers van Japan
Hier volgt een lijst van premiers van Japan en van zijn voorganger het Japanse Keizerrijk. De lijst begint met Ito Hirobumi (1885), de eerste premier – in de moderne zin – van Japan. De huidige premier is Shigeru Ishiba.
De namen zijn weergegeven conform westers gebruik: voornaam eerst, familienaam achteraan.

## Premiers van het Japanse Keizerrijk (1885-1947)

### Premiers in de 19e eeuw (1885-1900)
| Nr. | Premier | Premier                                                 | Ambtstermijn      | Ambtstermijn     | Politieke partij                  | Politieke partij | Monarch |
| --- | ------- | ------------------------------------------------------- | ----------------- | ---------------- | --------------------------------- | ---------------- | ------- |
| 1 |         | Hirobumi Ito 伊藤 博文 (1841-1909) (1e regering)        | 22 december 1885  | 30 april 1888    | Geen partij                       |                  | Meiji   |
| 2 |         | Kiyotaka Kuroda 黒田 清隆 (1840-1900)                   | 30 april 1888     | 25 oktober 1889  | Geen partij                       |                  | Meiji   |
| - |         | Sanetomi Sanjo 三條 實美 (1837-1891)                    | 25 oktober 1889   | 24 december 1889 | Geen partij                       |                  | Meiji   |
| 3 |         | Aritomo Yamagata 山縣 有朋 (1838-1922) (1e regering)    | 24 december 1889  | 6 mei 1891       | Geen partij                       |                  | Meiji   |
| 4 |         | Masayoshi Matsukata 松方 正義 (1835-1924) (1e regering) | 6 mei 1891        | 8 augustus 1892  | Geen partij                       |                  | Meiji   |
| (1) |         | Hirobumi Ito 伊藤 博文 (1841-1909) (2e regering)        | 8 augustus 1892   | 31 augustus 1896 | Geen partij                       |                  | Meiji   |
| Tijdens deze periode was Kiyotaka Kuroda (黒田 清隆), de voorzitter van keizerlijke adviesraad (Sūmitsu-in) de waarnemende premier. |         |                                                         |                   |                  |                                   |                  |         |
| (4) |         | Masayoshi Matsukata 松方 正義 (1835-1924) (2e regering) | 18 september 1896 | 12 januari 1898  | Geen partij                       |                  | Meiji   |
| (1) |         | Hirobumi Ito 伊藤 博文 (1841-1909) (3e regering)        | 12 januari 1898   | 30 juni 1898     | Geen partij                       |                  | Meiji   |
| 5 |         | Shigenobu Okuma 大隈 重信 (1838-1922) (1e regering)     | 30 juni 1898      | 8 november 1898  | Kenseitō (Constitutionele Partij) |                  | Meiji   |
| (3) |         | Aritomo Yamagata 山縣 有朋 (1838-1922) (2e regering)    | 8 november 1898   | 19 oktober 1900  | Geen partij                       |                  | Meiji   |

### Premiers in de 20e eeuw (1900-1946)
| Nr. | Premier         | Premier                                                | Ambtstermijn      | Ambtstermijn                       | Politieke partij                                                                       | Politieke partij | Monarch       |
| --- | --------------- | ------------------------------------------------------ | ----------------- | ---------------------------------- | -------------------------------------------------------------------------------------- | ---------------- | ------------- |
| (1) |                 | Hirobumi Ito 伊藤 博文 (1841-1909) (4e regering)       | 19 oktober 1900   | 10 mei 1901                        | Rikken Seiyukai (Vrienden van de Constitutionele overheid)                             |                  | Meiji         |
| Tijdens deze periode was voorzitter van keizerlijke adviesraad Kinmochi Saionji (西園寺 公望) de waarnemende premier. |                 |                                                        |                   |                                    |                                                                                        |                  |               |
| 6 |                 | Taro Katsura 桂 太郎 (1848-1913) (1e regering)         | 2 juni 1901       | 7 januari 1906                     | Geen partij (Gepensioneerde generaal)                                                  |                  | Meiji         |
| 7 |                 | Kinmochi Saionji 西園寺 公望 (1e regering)             | 7 januari 1906    | 14 juli 1908                       | Rikken Seiyukai (Vrienden van de Constitutionele overheid)                             |                  | Meiji         |
| (6) |                 | Taro Katsura 桂 太郎 (1848-1913) (2e regering)         | 14 juli 1908      | 30 augustus 1911                   | Geen partij (Gepensioneerde generaal)                                                  |                  | Meiji         |
| (7) |                 | Kinmochi Saionji 西園寺 公望 (2e regering)             | 30 augustus 1911  | 21 december 1912                   | Rikken Seiyukai (Vrienden van de Constitutionele overheid)                             |                  | Meiji, Taisho |
| (6) |                 | Taro Katsura 桂 太郎 (1848-1913) (3e regering)         | 21 december 1912  | 20 februari 1913                   | Geen partij (Gepensioneerde generaal)                                                  |                  | Taisho        |
| 8 |                 | Gonbee Yamamoto (1e regering) 山本 權兵衞              | 20 februari 1913  | 16 april 1914                      | Militairen (Marine)                                                                    |                  | Taisho        |
| (5) |                 | Shigenobu Okuma 大隈 重信 (2e regering)                | 16 april 1914     | 9 oktober 1916                     | Rikken Doshikai (Vrienden van de Constitutionele overheid)                             |                  | Taisho        |
| 9 |                 | Masatake Terauchi 寺內 正毅                            | 9 oktober 1916    | 29 september 1918                  | Militairen (Leger)                                                                     |                  | Taisho        |
| 10 |                 | Takashi Hara 原 敬 (1856-1921)                         | 29 september 1918 | 4 november 1921                    | Rikken Seiyukai (Vrienden van de Constitutionele overheid)                             |                  | Taisho        |
| Tijdens deze periode was de minister van Buitenlandse Zaken Yasuya Uchida (内田 康哉) de waarnemende premier.         |                 |                                                        |                   |                                    |                                                                                        |                  |               |
| 11 |                 | Korekiyo Takahashi 高橋 是清 (1854-1936)               | 13 november 1921  | 12 juni 1922                       | Rikken Seiyukai (Vrienden van de Constitutionele overheid)                             |                  | Taisho        |
| 12 |                 | Tomosaburo Kato 加藤 友三郎                            | 12 juni 1922      | 24 augustus 1923                   | Militairen (Marine)                                                                    |                  | Taisho        |
| Tijdens deze periode was de minister van Buitenlandse Zaken Yasuya Uchida (内田 康哉) de waarnemende premier.         |                 |                                                        |                   |                                    |                                                                                        |                  |               |
| (8) |                 | Gonbee Yamamoto 山本 權兵衞 (2e regering)              | 2 september 1923  | 7 januari 1924                     | Militairen (Marine)                                                                    |                  | Taisho        |
| 13 |                 | Keigo Kiyoura 清浦 奎吾                                | 7 januari 1924    | 11 juni 1924                       | Geen partij                                                                            |                  | Taisho        |
| 14 |                 | Takaaki Kato 加藤 高明                                 | 11 juni 1924      | 2 augustus 1925                    | Kenseikai (Constitutionele Partij)                                                     |                  | Taisho        |
| 14 | 2 augustus 1925 | Takaaki Kato 加藤 高明                                 | 28 januari 1926   | Kenseikai (Constitutionele Partij) |                                                                                        | Taisho           |               |
| Tijdens deze periode was de minister van Binnenlandse Zaken Reijiro Wakatsuki (若槻 禮次郎) de waarnemende premier.   |                 |                                                        |                   |                                    |                                                                                        |                  |               |
| 15 |                 | Reijiro Wakatsuki 若槻 禮次郎 (1e regering)            | 30 januari 1926   | 20 april 1927                      | Kenseikai (Constitutionele Partij)                                                     |                  | Taisho, Showa |
| 16 |                 | Giichi Tanaka 田中 義一                                | 20 april 1927     | 2 juli 1929                        | Rikken Seiyukai (Vrienden van de Constitutionele overheid)                             |                  | Showa         |
| 17 |                 | Osachi Hamaguchi 濱口 雄幸                             | 2 juli 1929       | 14 april 1931                      | Rikken Minseito (Constitutionele Democratische Partij)                                 |                  | Showa         |
| (15) |                 | Reijiro Wakatsuki 若槻 禮次郎 (2e regering)            | 14 april 1931     | 13 december 1931                   | Rikken Minseito (Constitutionele Democratische Partij)                                 |                  | Showa         |
| 18 |                 | Tsuyoshi Inukai 犬養 毅                                | 13 december 1931  | 16 mei 1932                        | Rikken Seiyukai (Vrienden van de Constitutionele overheid)                             |                  | Showa         |
| Tijdens deze periode was de minister van Financiën Korekiyo Takahashi (高橋 是清) waarnemend premier.                 |                 |                                                        |                   |                                    |                                                                                        |                  |               |
| 19 |                 | Makoto Saito 齋藤 實                                   | 26 mei 1932       | 8 juli 1934                        | Militairen (Marine)                                                                    |                  | Showa         |
| 20 |                 | Keisuke Okada 岡田 啓介                                | 8 juli 1934       | 9 maart 1936                       | Militairen (Marine)                                                                    |                  | Showa         |
| 21 |                 | Koki Hirota 廣田 弘毅 (1878-1948)                      | 9 maart 1936      | 2 februari 1937                    | Geen partij                                                                            |                  | Showa         |
| 22 |                 | Senjuro Hayashi 林 銑十郎                              | 2 februari 1937   | 4 juni 1937                        | Militairen (Leger)                                                                     |                  | Showa         |
| 23 |                 | Fumimaro Konoe 近衞 文麿 (1891-1945) (1e regering)     | 4 juni 1937       | 5 januari 1939                     | Geen partij                                                                            |                  | Showa         |
| 24 |                 | Kiichiro Hiranuma 平沼 騏一郎                          | 5 januari 1939    | 30 augustus 1939                   | Geen partij                                                                            |                  | Showa         |
| 25 |                 | Nobuyuki Abe 阿部 信行                                 | 30 augustus 1939  | 16 januari 1940                    | Militairen (Leger)                                                                     |                  | Showa         |
| 26 |                 | Mitsumasa Yonai 米内 光政                              | 16 januari 1940   | 22 juli 1940                       | Militairen (Marine)                                                                    |                  | Showa         |
| (23) |                 | Fumimaro Konoe 近衞 文麿 (1891-1945) (2e, 3e regering) | 22 juli 1940      | 18 juli 1941                       | Taiséi-jokoesan-kai (Vereniging voor de ondersteuning van de keizerlijke heerschappij) |                  | Showa         |
| (23) | 18 juli 1941    | Fumimaro Konoe 近衞 文麿 (1891-1945) (2e, 3e regering) | 18 oktober 1941   |                                    | Taiséi-jokoesan-kai (Vereniging voor de ondersteuning van de keizerlijke heerschappij) |                  | Showa         |
| 27 |                 | Hideki Tojo 東條 英機 (1884-1948)                      | 18 oktober 1941   | 22 juli 1944                       | Militairen (Leger)                                                                     |                  | Showa         |
| 28 |                 | Kuniaki Koiso 小磯 國昭 (1880-1950)                    | 22 juli 1944      | 7 april 1945                       | Militairen (Leger)                                                                     |                  | Showa         |
| 29 |                 | Kantaro Suzuki 鈴木 貫太郎                             | 7 april 1945      | 17 augustus 1945                   | Militairen (Marine) Chamberlain                                                        |                  | Showa         |
| 30 |                 | Prins Naruhiko Higashikuni 東久邇宮 稔彦王 (1887-1990) | 17 augustus 1945  | 9 oktober 1945                     | Japanse keizerlijke familie                                                            |                  | Showa         |
| 31 |                 | Kijuro Shidehara 幣原 喜重郎                           | 9 oktober 1945    | 22 mei 1946                        | Geen partij                                                                            |                  | Showa         |

## Premiers van Japan (1946–heden)
| Nr.    | Premier 内閣総理大臣 | Premier 内閣総理大臣            | Premier 内閣総理大臣                     | Ambtstermijn                       | Ambtstermijn      | Partij(en)    | Kabinet(en)   | Verkiezing(en)        | Keizer               |
| ------ | -------------------- | ------------------------------- | ---------------------------------------- | ---------------------------------- | ----------------- | ------------- | ------------- | --------------------- | -------------------- |
| 32     |                      | Shigeru Yoshida                 | Shigeru Yoshida 吉田茂 (1878–1967)       | 22 mei 1946                        | 24 mei 1947       | LP            | Yoshida I     | 1946                  | Hirohito (1926–1989) |
| 33     |                      | Tetsu Katayama                  | Tetsu Katayama 片山哲 (1887–1978)        | 24 mei 1947                        | 10 maart 1948     | JSP           | Katayama      | 1947                  | Hirohito (1926–1989) |
| 34     |                      | Hitoshi Ashida                  | Hitoshi Ashida 芦田均 (1887–1959)        | 10 maart 1948                      | 15 oktober 1948   | DP            | Ashida        | 1947                  | Hirohito (1926–1989) |
| (32)   |                      | Shigeru Yoshida                 | Shigeru Yoshida 吉田茂 (1878–1967)       | 15 oktober 1948                    | 10 december 1954  | DP            | Yoshida II    | 1947                  | Hirohito (1926–1989) |
| (32)   | Yoshida III          | Shigeru Yoshida                 | Shigeru Yoshida 吉田茂 (1878–1967)       | 15 oktober 1948                    | 10 december 1954  | DP            | 1949          |                       | Hirohito (1926–1989) |
| (32)   | Yoshida IV           | Shigeru Yoshida                 | Shigeru Yoshida 吉田茂 (1878–1967)       | 15 oktober 1948                    | 10 december 1954  | DP            | 1952          |                       | Hirohito (1926–1989) |
| (32)   | Yoshida IV           | Shigeru Yoshida                 | Shigeru Yoshida 吉田茂 (1878–1967)       | 15 oktober 1948                    | 10 december 1954  | DP            | 1953          |                       | Hirohito (1926–1989) |
| 35     |                      | Ichiro Hatoyama                 | Ichiro Hatoyama 鳩山一郎 (1883–1959)     | 10 december 1954                   | 23 december 1956  | DP (1954–55)  | I. Hatoyama I |                       | Hirohito (1926–1989) |
| 35     | I. Hatoyama II       | Ichiro Hatoyama                 | Ichiro Hatoyama 鳩山一郎 (1883–1959)     | 10 december 1954                   | 23 december 1956  | DP (1954–55)  | 1955          |                       | Hirohito (1926–1989) |
| 35     |                      | Ichiro Hatoyama                 | Ichiro Hatoyama 鳩山一郎 (1883–1959)     | 10 december 1954                   | 23 december 1956  | LDP (1955–56) | 1955          | I. Hatoyama III       | Hirohito (1926–1989) |
| 36     |                      | Tanzan Ishibashi                | Tanzan Ishibashi 石橋湛山 (1884–1973)    | 23 december 1956                   | 25 februari 1957  | LDP           | 1955          | Ishibashi             | Hirohito (1926–1989) |
| 37     |                      | Nobusuke Kishi                  | Nobusuke Kishi 岸信介 (1896–1987)        | 25 februari 1957                   | 19 juli 1960      | LDP           | 1955          | Kishi I               | Hirohito (1926–1989) |
| 37     | Kishi II             | Nobusuke Kishi                  | Nobusuke Kishi 岸信介 (1896–1987)        | 25 februari 1957                   | 19 juli 1960      | LDP           | 1958          |                       | Hirohito (1926–1989) |
| 38     |                      | Hayato Ikeda                    | Hayato Ikeda 池田勇人 (1899–1965)        | 19 juli 1960                       | 9 november 1964   | LDP           | 1958          | Ikeda I               | Hirohito (1926–1989) |
| 38     | Ikeda II             | Hayato Ikeda                    | Hayato Ikeda 池田勇人 (1899–1965)        | 19 juli 1960                       | 9 november 1964   | LDP           | 1960          |                       | Hirohito (1926–1989) |
| 38     | Ikeda III            | Hayato Ikeda                    | Hayato Ikeda 池田勇人 (1899–1965)        | 19 juli 1960                       | 9 november 1964   | LDP           | 1963          |                       | Hirohito (1926–1989) |
| 39     |                      | Eisaku Sato                     | Eisaku Sato 佐藤榮作 (1901–1975)         | 9 november 1964                    | 7 juli 1972       | LDP           | 1963          | Sato I                | Hirohito (1926–1989) |
| 39     | Sato II              | Eisaku Sato                     | Eisaku Sato 佐藤榮作 (1901–1975)         | 9 november 1964                    | 7 juli 1972       | LDP           | 1967          |                       | Hirohito (1926–1989) |
| 39     | Sato III             | Eisaku Sato                     | Eisaku Sato 佐藤榮作 (1901–1975)         | 9 november 1964                    | 7 juli 1972       | LDP           | 1969          |                       | Hirohito (1926–1989) |
| 40     |                      | Kakuei Tanaka                   | Kakuei Tanaka 田中角榮 (1918–1993)       | 7 juli 1972                        | 9 december 1974   | LDP           | 1969          | K. Tanaka I           | Hirohito (1926–1989) |
| 40     | K. Tanaka II         | Kakuei Tanaka                   | Kakuei Tanaka 田中角榮 (1918–1993)       | 7 juli 1972                        | 9 december 1974   | LDP           | 1972          |                       | Hirohito (1926–1989) |
| 41     |                      | Takeo Miki                      | Takeo Miki 三木武夫 (1907–1988)          | 9 december 1974                    | 24 december 1976  | LDP           | 1972          | Miki                  | Hirohito (1926–1989) |
| 42     |                      | Takeo Fukuda                    | Takeo Fukuda 福田赳夫 (1905–1995)        | 24 december 1976                   | 7 december 1978   | LDP           | T. Fukuda     | 1976                  | Hirohito (1926–1989) |
| 43     |                      | Masayoshi Ohira                 | Masayoshi Ohira 大平正芳 (1910–1980)     | 7 december 1978                    | 12 juni 1980      | LDP           | Ohira I       | 1976                  | Hirohito (1926–1989) |
| 43     | Ohira II             | Masayoshi Ohira                 | Masayoshi Ohira 大平正芳 (1910–1980)     | 7 december 1978                    | 12 juni 1980      | LDP           | 1979          |                       | Hirohito (1926–1989) |
| [ 16 ] | Ohira II             |                                 | Masayoshi Ito                            | Masayoshi Ito 伊東正義 (1913–1994) | 12 juni 1980      | 17 juli 1980  | 1979          | LDP                   | Hirohito (1926–1989) |
| 44     |                      | Zenko Suzuki                    | Zenko Suzuki 鈴木善幸 (1911–2004)        | 17 juli 1980                       | 27 november 1982  | LDP           | Suzuki        | 1980                  | Hirohito (1926–1989) |
| 45     |                      | Yasuhiro Nakasone               | Yasuhiro Nakasone 中曾根康弘 (1918–2019) | 27 november 1982                   | 6 november 1987   | LDP           | Nakasone I    | 1980                  | Hirohito (1926–1989) |
| 45     | Nakasone II          | Yasuhiro Nakasone               | Yasuhiro Nakasone 中曾根康弘 (1918–2019) | 27 november 1982                   | 6 november 1987   | LDP           | 1983          |                       | Hirohito (1926–1989) |
| 45     | Nakasone III         | Yasuhiro Nakasone               | Yasuhiro Nakasone 中曾根康弘 (1918–2019) | 27 november 1982                   | 6 november 1987   | LDP           | 1986          |                       | Hirohito (1926–1989) |
| 46     |                      | Noboru Takeshita                | Noboru Takeshita 竹下登 (1924–2000)      | 6 november 1987                    | 3 juni 1989       | LDP           | 1986          | Takeshita             | Hirohito (1926–1989) |
| 46     | Akihito (1989–2019)  | Noboru Takeshita                | Noboru Takeshita 竹下登 (1924–2000)      | 6 november 1987                    | 3 juni 1989       | LDP           | 1986          | Takeshita             |                      |
| 47     | Sosuke Uno           | Sosuke Uno 宇野宗佑 (1922–1998) | 3 juni 1989                              | 10 augustus 1989                   | LDP               | Uno           | 1986          |                       |                      |
| 48     |                      | Toshiki Kaifu                   | Toshiki Kaifu 海部俊樹 (1931–2022)       | 10 augustus 1989                   | 5 november 1991   | LDP           | 1986          | Kaifu I               |                      |
| 48     | Kaifu II             | Toshiki Kaifu                   | Toshiki Kaifu 海部俊樹 (1931–2022)       | 10 augustus 1989                   | 5 november 1991   | LDP           | 1990          |                       |                      |
| 49     |                      | Kiichi Miyazawa                 | Kiichi Miyazawa 宮澤喜一 (1919–2007)     | 5 november 1991                    | 9 augustus 1993   | LDP           | 1990          | Miyazawa              |                      |
| 50     |                      | Morihiro Hosokawa               | Morihiro Hosokawa 細川護熙 (1938)        | 9 augustus 1993                    | 28 april 1994     | JNP           | Hosokawa      | 1993                  |                      |
| 51     |                      | Tsutomu Hata                    | Tsutomu Hata 羽田孜 (1935–2017)          | 28 april 1994                      | 30 juni 1994      | JRP           | Hata          | 1993                  |                      |
| 52     |                      | Tomiichi Murayama               | Tomiichi Murayama 村山富市 (1924)        | 30 juni 1994                       | 11 januari 1996   | JSP           | Murayama      | 1993                  |                      |
| 53     |                      | Ryutaro Hashimoto               | Ryutaro Hashimoto 橋本龍太郎 (1937–2006) | 11 januari 1996                    | 30 juli 1998      | LDP           | Hashimoto I   | 1993                  |                      |
| 53     | Hashimoto II         | Ryutaro Hashimoto               | Ryutaro Hashimoto 橋本龍太郎 (1937–2006) | 11 januari 1996                    | 30 juli 1998      | LDP           | 1996          |                       |                      |
| 54     |                      | Keizo Obuchi                    | Keizo Obuchi 小渕恵三 (1937–2000)        | 30 juli 1998                       | 5 april 2000      | LDP           | 1996          | Obuchi                |                      |
| 55     |                      | Yoshiro Mori                    | Yoshiro Mori 森喜朗 (1937)               | 5 april 2000                       | 26 april 2001     | LDP           | 1996          | Mori I                |                      |
| 55     | Mori II              | Yoshiro Mori                    | Yoshiro Mori 森喜朗 (1937)               | 5 april 2000                       | 26 april 2001     | LDP           | 2000          |                       |                      |
| 56     |                      | Junichiro Koizumi               | Junichiro Koizumi 小泉純一郎 (1942)      | 26 april 2001                      | 26 september 2006 | LDP           | 2000          | Koizumi I             |                      |
| 56     | Koizumi II           | Junichiro Koizumi               | Junichiro Koizumi 小泉純一郎 (1942)      | 26 april 2001                      | 26 september 2006 | LDP           | 2003          |                       |                      |
| 56     | Koizumi III          | Junichiro Koizumi               | Junichiro Koizumi 小泉純一郎 (1942)      | 26 april 2001                      | 26 september 2006 | LDP           | 2005          |                       |                      |
| 57     |                      | Shinzo Abe                      | Shinzo Abe 安倍晋三 (1954–2022)          | 26 september 2006                  | 26 september 2007 | LDP           | 2005          | Abe I                 |                      |
| 58     |                      | Yasuo Fukuda                    | Yasuo Fukuda 福田康夫 (1936)             | 26 september 2007                  | 24 september 2008 | LDP           | 2005          | Y. Fukuda             |                      |
| 59     |                      | Taro Aso                        | Taro Aso 麻生太郎 (1940)                 | 24 september 2008                  | 16 september 2009 | LDP           | 2005          | Aso                   |                      |
| 60     |                      | Yukio Hatoyama                  | Yukio Hatoyama 鳩山由紀夫 (1947)         | 16 september 2009                  | 8 juni 2010       | DP            | Y. Hatoyama   | 2009                  |                      |
| 61     |                      | Naoto Kan                       | Naoto Kan 菅直人 (1946)                  | 8 juni 2010                        | 2 september 2011  | DP            | Kan           | 2009                  |                      |
| 62     |                      | Yoshihiko Noda                  | Yoshihiko Noda 野田佳彦 (1957)           | 2 september 2011                   | 26 december 2012  | DP            | Noda          | 2009                  |                      |
| (57)   |                      | Shinzo Abe                      | Shinzo Abe 安倍晋三 (1954–2022)          | 26 december 2012                   | 16 september 2020 | LDP           | Abe II        | 2012                  |                      |
| (57)   | Abe III              | Shinzo Abe                      | Shinzo Abe 安倍晋三 (1954–2022)          | 26 december 2012                   | 16 september 2020 | LDP           | 2014          |                       |                      |
| (57)   | Abe IV               | Shinzo Abe                      | Shinzo Abe 安倍晋三 (1954–2022)          | 26 december 2012                   | 16 september 2020 | LDP           | 2017          |                       |                      |
| (57)   | Abe IV               | Shinzo Abe                      | Shinzo Abe 安倍晋三 (1954–2022)          | 26 december 2012                   | 16 september 2020 | LDP           | 2017          | Naruhito (2019–heden) |                      |
| 63     |                      | Yoshihide Suga                  | Yoshihide Suga 菅義偉 (1948)             | 16 september 2020                  | 4 oktober 2021    | LDP           | 2017          | Suga                  |                      |
| 64     |                      | Fumio Kishida                   | Fumio Kishida 岸田文雄 (1957)            | 4 oktober 2021                     | 1 oktober 2024    | LDP           | 2017          | Kishida I             |                      |
| 64     | Kishida II           | Fumio Kishida                   | Fumio Kishida 岸田文雄 (1957)            | 4 oktober 2021                     | 1 oktober 2024    | LDP           | 2021          |                       |                      |
| 65     |                      | Shigeru Ishiba                  | Shigeru Ishiba 石破茂 (1957)             | 1 oktober 2024                     | heden             | LDP           | 2021          | Ishiba I              |                      |
| 65     | Ishiba II            | Shigeru Ishiba                  | Shigeru Ishiba 石破茂 (1957)             | 1 oktober 2024                     | heden             | LDP           | 2024          |                       |                      |